# Campeonato Mundial de Gimnasia Rítmica de 2015
El XXXIV Campeonato Mundial de Gimnasia Rítmica se celebró en Stuttgart (Alemania) entre el 7 y el 13 de septiembre de 2015 bajo la organización de la Federación Internacional de Gimnasia (FIG) y la Federación Alemana de Gimnasia.
Las competiciones se realizaron en el pabellón Porsche-Arena de la ciudad germana.

## Resultados
| Evento                                 | Oro | Plata | Bronce |
| -------------------------------------- | --- | --- | --- |
| Concurso completo ind. (11.09)         | Yana Kudriavtseva · Rusia · 75,632 pts.                                                                                             | Margarita Mamun · Rusia · 74,766 pts.                                                                            | Melitsina Staniuta · Bielorrusia · 72,132 pts.                                                                         |
| Pelota (08.09)                         | Yana Kudriavtseva · Rusia · 19,025                                                                                                  | Margarita Mamun · Rusia · 19,000                                                                                 | Melitsina Staniuta · Bielorrusia · 18,350                                                                              |
| Mazas (10.09)                          | Yana Kudriavtseva · Rusia · 19,066                                                                                                  | Aleksandra Soldátova · Rusia · 18,583                                                                            | Hanna Rizatdinova · Ucrania · 18,566                                                                                   |
| Cinta (10.09)                          | Yana Kudriavtseva · Rusia · 18,866                                                                                                  | Margarita Mamun · Rusia · 18,850                                                                                 | Hanna Rizatdinova · Ucrania · 18,383                                                                                   |
| Aro (08.09)                            | Margarita Mamun · Rusia · 18,950 | Aleksandra Soldátova · Rusia · 18,650                                                                            | Hanna Rizatdinova · Ucrania · 18,583                                                                                   |
| Concurso completo por equipos (10.09)  | Rusia · Yana Kudriavtseva · Margarita Mamun · Aleksandra Soldátova · 149,990                                                        | Bielorrusia · Hanna Bazhko · Arina Sharapa · Katsiaryna Halkina · Melitsina Staniuta · 141,314                   | Ucrania · Viktoriya Mazur · Hanna Rizatdinova · Eleonora Romanova · 141,196                                            |
| Grupos 5 con cinta (13.09)             | Italia · Sofia Lodi · Alessia Maurelli · Marta Pagnini · Camilla Patriarca · Andreea Stefanescu · 17,900                            | Rusia · Diana Borisova · Anastasiya Maximova · Sofia Skomoroj · Anastasiya Tatareva · Mariya Tolkachova · 17,850 | Japón Airi Hatakeyama Mao Kunii Rie Matsubara Sayuri Sugimoto Kiko Yokota 17,366                                       |
| Grupos 3 con mazas + 2 con aro (13.09) | Rusia · Daria Kleshchova · Anastasiya Maximova · Sofia Skomoroj · Anastasiya Tatareva · Mariya Tolkachova · 18,125                  | Italia · Martina Centofanti · Sofia Lodi · Alessia Maurelli · Marta Pagnini · Camilla Patriarca · 18,100         | Bulgaria Reneta Kamberova Mijaela Maevska Tsvetelina Naidenova Tsvetelina Stoyanova Jristina Todorova 17,866           |
| Grupos concurso completo (12.09)       | Rusia · Diana Borisova · Daria Kleshchova · Anastasiya Maximova · Sofia Skomoroj · Anastasiya Tatareva · Mariya Tolkachova · 36,266 | Bulgaria Reneta Kamberova Mijaela Maevska Tsvetelina Naidenova Tsvetelina Stoyanova Jristina Todorova 35,583     | España · Sandra Aguilar · Artemi Gavezou · Elena López · Lourdes Mohedano · Alejandra Quereda · Lidia Redondo · 34,900 |

## Medallero
| Núm. | País        | Oro | Plata | Bronce | Total |
| ---- | ----------- | --- | ----- | ------ | ----- |
| 1    | Rusia       | 8   | 6     | 0      | 14    |
| 2    | Italia      | 1   | 1     | 0      | 2     |
| 3    | Bielorrusia | 0   | 1     | 2      | 3     |
| 4    | Bulgaria    | 0   | 1     | 1      | 2     |
| 5    | Ucrania     | 0   | 0     | 4      | 4     |
| 6    | España      | 0   | 0     | 1      | 1     |
| 6    | Japón       | 0   | 0     | 1      | 1     |
|      | TOTAL       | 9   | 9     | 9      | 27    |